# Hannah Montana 2: Meet Miley Cyrus
Hannah Montana 2: Meet Miley Cyrus là soundtrack thứ hai từ loạt phim Hannah Montana của Disney Channel và album solo đầu tay của Miley Cyrus, diễn viên trong loạt phim này. Nó được phát hành vào ngày 26 tháng 6 năm 2007, bởi Walt Disney Records và Hollywood Records. Cả hai bản này đều được phát hành lại dưới dạng một album độc lập vào 2021. Cả hai album đều được quảng bá nhiều hơn với chuyến lưu diễn đầu tiên của Cyrus, mang tên Best of Both Worlds Tour (2007–08). Phần lớn album Meet Miley Cyrus được hòa âm bởi Rock Mafia, với sự hợp tác thêm của Xandy Barry, Matthew Wilder, Scott Cutler và Wendi Foy Green. Cyrus đã đồng sáng tác 8 trong số 10 bài hát của Meet Miley Cyrus.
Hannah Montana 2: Meet Miley Cyrus được ra mắt ở vị trí số một tại bảng xếp hạng Billboard 200 của Hoa Kỳ, với doanh số tuần đầu tiên là 325.000 bản, và sau đó đã được chứng nhận ba bạch kim của Hiệp hội Công nghiệp Ghi âm Hoa Kỳ (RIAA) cho việc vượt qua mốc ba triệu đơn vị. Cô cũng là nghệ sĩ solo thứ bảy lọt vào bảng xếp hạng Billboard 200 khi chưa đủ 18 tuổi. Album xếp hạng cao trên bảng xếp hạng đĩa hát của các quốc gia ở khắp Châu Âu và Châu Đại Dương, xuất hiện trong top 20 ở một số quốc gia. Album đã nhận được chứng nhận đa đĩa bạch kim bởi Music Canada, chứng nhận bạch kim bởi Hiệp hội Công nghiệp ghi âm Australia (ARIA) tại Australia và Liên đoàn Quốc tế về Công nghiệp ghi âm (IFPI) ở Thụy Điển, và chứng nhận vàng của Hiệp hội các nhà sản xuất máy hát tiếng Mexico (AMPROFON) ở Mexico và Công nghiệp máy ghi âm của Anh (BPI) ở Vương quốc Anh.
"Nobody's Perfect" được phát hành dưới dạng đĩa đơn chính của Hannah Montana 2 vào ngày 15 tháng 5 năm 2007 trên thị trường kỹ thuật số và xếp hạng 27 tại Mỹ, khiến nó trở thành đĩa đơn thứ hai bảng xếp hạng cao nhất đĩa đơn Hannah Montana. Đĩa đơn thứ hai Make Some Noise được phát hành vào ngày 5 tháng 6 năm 2007 dưới dạng tải xuống kỹ thuật số. "See You Again" được phát hành với tư cách là đĩa đơn chủ đạo của Meet Miley Cyrus vào ngày 29 tháng 12 năm 2007. Nó đạt đỉnh là vị trí thứ 10 trên Billboard Hot 100, trở thành đĩa đơn đầu tiên của Cyrus lọt vào top 10 trên bảng xếp hạng. "Start All Over" được phát hành chỉ tại Úc vào ngày 11 tháng 3 năm 2008 và đạt vị trí thứ 68 trên Billboard Hot 100.

## Tổng quan và hòa âm nhạc

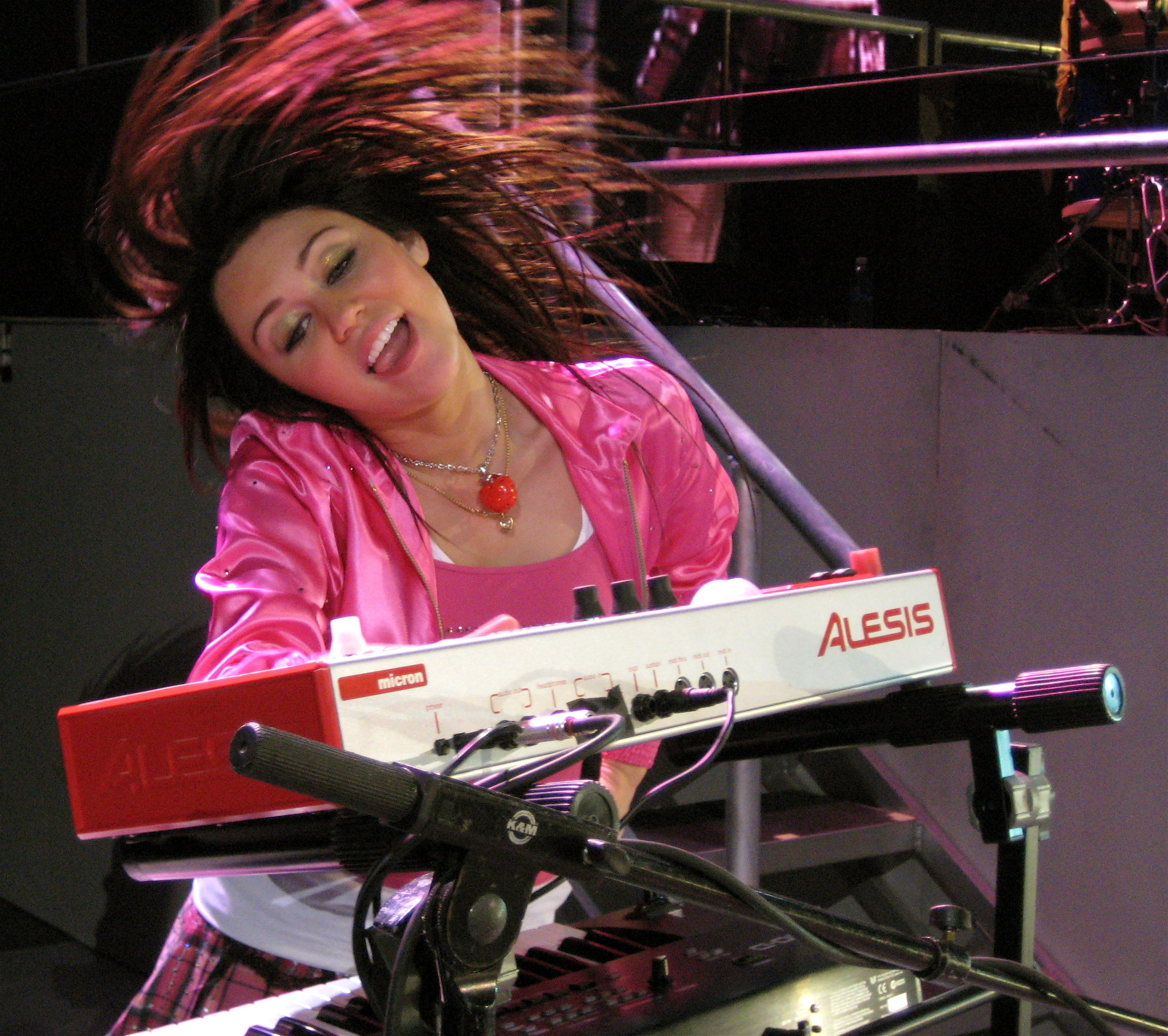
Miley Cyrus đóng vai nhân vật chính trong tập truyền hình Hannah Montana.

Trong toàn bộ quá trình sản xuất mùa đầu tiên của Hannah Montana, Cyrus nhận xét rằng "hiện tại chúng tôi chỉ thực sự tập trung vào việc sản xuất chương trình Hannah Montana tốt nhất có thể, nhưng ông hy vọng rằng trong tương lai có thể sẽ có soundtrack Hannah Montana [hay] một album của Miley Cyrus." Các tập được công chiếu lần đầu qua Disney Channel vào ngày 24 tháng 3 năm 2006, và ngay lập tức đã trở thành một thành công thương mại với 5,4 triệu người xem, tập thí điểm đã mang lại cho kênh một xếp hạng cao nhất trong lịch sử vào thời điểm đó. Vào tháng sau, có thông tin cho rằng nhạc phim đi kèm và album phòng thu đầu tay của Cyrus đều đã bắt đầu được sản xuất, phần sau được dự kiến sẽ phát hành vào đầu năm 2007. 
Nhạc phim đầu tiên Hannah Montana (2006) dẫn đầu với số lượng bán ra trong tuần đầu tiên là 286.000 bản, trở thành một bản nhạc phim truyền hình đầu tiên đạt vị trí cao nhất trên bảng xếp hạng.
Trong bộ truyện, Cyrus đóng vai nhân vật Miley Stewart, một thiếu niên có một cuộc sống hai mặt một cách bí mật với tư cách là ngôi sao nhạc pop Hannah Montana. Cô ấy nói rằng "hầu hết các bài hát cho mùa đầu tiên phản ánh chương trình, với Miley hoặc Hannah đảm bảo rằng người kia không bị bắt hay bất cứ điều gì," thể hiện ý kiến rằng các bài hát đã cung cấp cho các nhà sản xuất loạt cơ hội để "đảm bảo rằng mọi người đều hiểu được các nhân vật". Để so sánh, Cyrus mô tả tài liệu được sử dụng trong mùa thứ hai là "nói lên nhiều điều hơn với người hâm mộ." Heather Phares từ AllMusic đã mô tả giọng hát của Cyrus trên các bản nhạc cá nhân của cô là "trầm hơn và hay hơn" với phần phối khí "hữu cơ hơn và theo định hướng nhạc rock".
Trong suốt bản ghi âm, Kathi Kamen Goldmark từ Common Sense Media đã chú ý đến việc đưa vào "những thông điệp tích cực, mang tính tự cường cho các cô gái tuổi teen". Hannah Montana 2 tiếp tục nói về cuộc sống hai mặt của Cyrus trong chương trình trên, đặc biệt là trong các bài hát "Rock Star" và "Old Blue Jeans". Tình bạn được đề cập trên "Right Here", "You and Me Together" và "True Friend". Các bài hát "Nobody's Perfect", "Make Some Noise", và "Life's What You Make It" nói về việc duy trì một quan niệm lạc quan trong cuộc sống. Meet Miley Cyrus đã tìm ra "nhiều đối tượng nghiêm túc hơn" bao gồm cả những mối tình tuổi teen. Ca khúc kết thúc cuối cùng "I Miss You" là một sự cống hiến cho người ông quá cố của Cyrus. Hannah Montana 2 sau đó lại được phát hành lại như một phiên bản hai đĩa đặc biệt ở Nhật Bản. Nó bao gồm một bản phối lại của ca khúc "We Got the Party" với Jonas Brothers, một phiên bản nhạc acoustic của "One in a Million" và một DVD ghi lại các biểu diễn trực tiếp. Meet Miley Cyrus đã bị bỏ qua trong các báo chí được phát hành lại. Meet Miley Cyrus vẫn chưa được phát dưới dạng album độc lập cho đến năm 2021, khi cả hai album đều được phát hành lần đầu tiên trên nền tảng kỹ thuật số của toàn thế giới dưới dạng các album độc lập vào năm 2021.

## Đĩa đơn và quảng bá

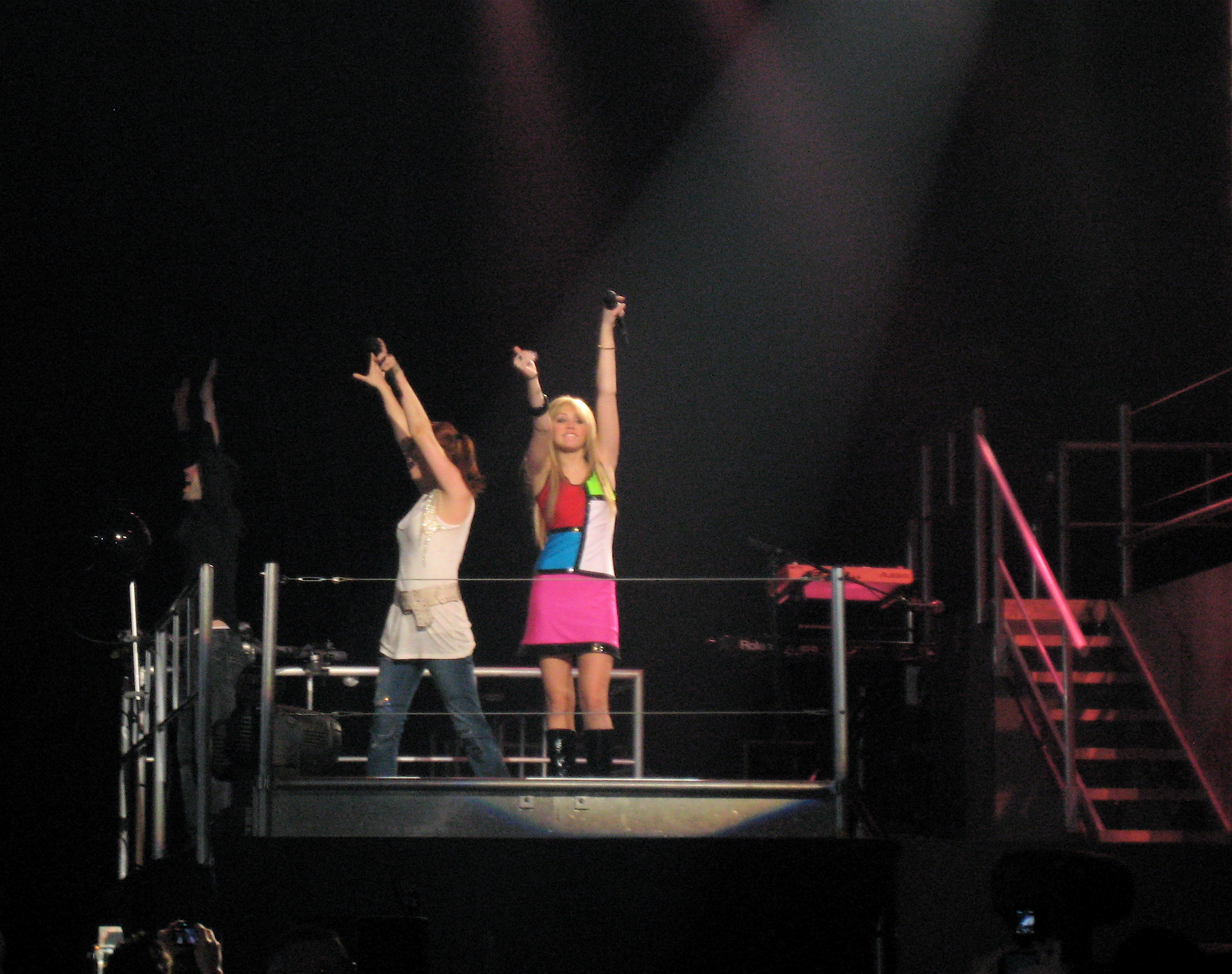
Cyrus biểu diễn "Pumpin' Up the Party" trên Best of Both Worlds Tour.

### TừHannah Montana 2
"Nobody's Perfect" ban đầu được phát hành vào ngày 20 tháng 3 năm 2007, với bản phát hành lại của bản gốc nhạc phim  Hannah Montana. Bài hát sau đó được thể hiện như là một lead single từ Hannah Montana 2, và được phát hành một cách độc lập vào ngày 15 tháng 5. Bài hát đã đạt đỉnh ở vị trí thứ 27 trên Billboard Hot 100. Mặc dù không phát hành chính thức các đĩa đơn sau đó, một số bài hát từ nhạc phim đã được xếp hạng tại Hoa Kỳ. "Life's What You Make It" là ca khúc đạt vị trí cao nhất từ bản ghi âm này, đã lọt vào bảng xếp hạng trên ở vị trí thứ 25. "Rock Star", "Make Some Noise", và "True Friend" lần lượt được xếp ở các vị trí thấp nhất của Billboard Hot 100, lần lượt đạt thứ hạng 81, 92 và 99.

### TừMeet Miley Cyrus
"See You Again" được phát hành dưới dạng một lead single vào ngày 1 tháng 10 năm 2007. Nó đạt đỉnh ở vị trí thứ 10 trên Billboard Hot 100, trở thành track đầu tiên của cô đạt được top 10 tại Mỹ.

## Danh sách track
| Hannah Montana 2 – Bản tiêu chuẩn (Đĩa 1) | Hannah Montana 2 – Bản tiêu chuẩn (Đĩa 1) | Hannah Montana 2 – Bản tiêu chuẩn (Đĩa 1)  | Hannah Montana 2 – Bản tiêu chuẩn (Đĩa 1) |
| STT                                       | Nhan đề                                   | Sáng tác                                   | Thời lượng                                |
| ----------------------------------------- | ----------------------------------------- | ------------------------------------------ | ----------------------------------------- |
| 1.                                        | "We Got the Party"                        | Kara DioGuardi, Greg Wells                 | 3:32                                      |
| 2.                                        | "Nobody's Perfect"                        | Matthew Gerrard, Robbie Nevil              | 3:20                                      |
| 3.                                        | "Make Some Noise"                         | Andy Dodd, Andy Watts                      | 4:48                                      |
| 4.                                        | "Rock Star"                               | Aris Archontis, Jeannie Lurie, Chen Neeman | 2:59                                      |
| 5.                                        | "Old Blue Jeans"                          | Michael Bradford, Pamela Sheyne            | 3:23                                      |
| 6.                                        | "Life's What You Make It"                 | Matthew Gerrard, Robbie Nevil              | 3:11                                      |
| 7.                                        | "One in a Million"                        | Negin Djafari, Toby Gad                    | 3:56                                      |
| 8.                                        | "Bigger Than Us"                          | Antonina Armato, Tim James                 | 2:57                                      |
| 9.                                        | "You and Me Together"                     | Jamie Houston                              | 3:48                                      |
| 10.                                       | "True Friend"                             | Jeanie Lurie                               | 3:09                                      |
| Tổng thời lượng:                          | Tổng thời lượng:                          | Tổng thời lượng:                           | 35:05                                     |

| Phiên bản quốc tế thêm bị bỏ qua | Phiên bản quốc tế thêm bị bỏ qua                | Phiên bản quốc tế thêm bị bỏ qua |
| STT                              | Nhan đề                                         | Thời lượng                       |
| -------------------------------- | ----------------------------------------------- | -------------------------------- |
| 11.                              | "The Best of Both Worlds" (Daniel Canary remix) | 2:36                             |

| Phiên bản thêm của Rockstar | Phiên bản thêm của Rockstar                   | Phiên bản thêm của Rockstar | Phiên bản thêm của Rockstar |
| STT                         | Nhan đề                                       | Sáng tác                    | Thời lượng                  |
| --------------------------- | --------------------------------------------- | --------------------------- | --------------------------- |
| 11.                         | "One in a Million" (Acoustic Version)         | Negin Djafari, Toby Gad     | 3:55                        |
| 12.                         | "We Got the Party" (featuring Jonas Brothers) | Kara DioGuardi, Greg Wells  | 3:36                        |

| Rockstar Edition DVD | Rockstar Edition DVD                           | Rockstar Edition DVD |
| STT                  | Nhan đề                                        | Thời lượng           |
| -------------------- | ---------------------------------------------- | -------------------- |
| 1.                   | "Life's What You Make It" (Live)               |                      |
| 2.                   | "Old Blue Jeans" (Live)                        |                      |
| 3.                   | "One in a Million" (Live)                      |                      |
| 4.                   | "Make Some Noise" (Live)                       |                      |
| 5.                   | "True Friend" (Live)                           |                      |
| 6.                   | "Nobody's Perfect" (Live)                      |                      |
| 7.                   | "Bigger Than Us" (Live)                        |                      |
| 8.                   | "One in a Million (Phiên bản acoustic)" (Live) |                      |

Meet Miley Cyrus
| STT | Nhan đề                     | Sáng tác                          | Thời lượng |
| --- | --------------------------- | --------------------------------- | ---------- |
| 1.  | "See You Again"             | Cyrus, Armato, James              | 3:10       |
| 2.  | "East Northumberland High"  | Armato, James, Samantha Moore     | 3:24       |
| 3.  | "Let's Dance"               | Cyrus, Armato, James              | 3:02       |
| 4.  | "G.N.O. (Girl's Night Out)" | Cyrus, Tamara Dunn, Wilder        | 3:38       |
| 5.  | "Right Here"                | Cyrus, Armato, James              | 2:44       |
| 6.  | "As I Am"                   | Cyrus, Xandy Barry, Shelly Peiken | 3:45       |
| 7.  | "Start All Over"            | Cutler, Fefe Dobson, Preven       | 3:27       |
| 8.  | "Clear"                     | Cyrus, Barry, Peiken              | 3:03       |
| 9.  | "Good and Broken"           | Cyrus, Armato, James              | 2:56       |
| 10. | "I Miss You"                | Cyrus, Green                      | 3:58       |

## Bảng xếp hạng và doanh số
| Biểu đồ (2007–08)                   | Vị trí cao nhất |
| ----------------------------------- | --------------- |
| Album Úc (ARIA)                     | 20              |
| Album Áo (Ö3 Austria)               | 13              |
| Canadian Albums (Billboard)         | 3               |
| Album Đan Mạch (Hitlisten)          | 23              |
| Album Pháp (SNEP)                   | 178             |
| Album Đức (Offizielle Top 100)      | 35              |
| Album México (Top 100 Mexico)       | 18              |
| Album New Zealand (RMNZ)            | 6               |
| Album Na Uy (VG-lista)              | 8               |
| Polish Album Chart                  | 12              |
| Album Bồ Đào Nha (AFP)              | 12              |
| Album Tây Ban Nha (PROMUSICAE)      | 46              |
| Album Thụy Điển (Sverigetopplistan) | 50              |
| Album Thụy Sĩ (Schweizer Hitparade) | 69              |
| US Billboard 200                    | 1               |
| Album Hoa Kỳ Soundtrack (Billboard) | 1               |

| Biểu đồ (2007)                   | Vị trí |
| -------------------------------- | ------ |
| Australian Albums (ARIA)         | 77     |
| US Billboard 200                 | 16     |
| US Soundtrack Albums (Billboard) | 3      |
| Worldwide Albums (IFPI)          | 11     |

| Biểu đồ (2008)                   | Vị trí |
| -------------------------------- | ------ |
| Australian Albums (ARIA)         | 87     |
| Canadian Albums (Billboard)      | 14     |
| New Zealand Albums (RMNZ)        | 39     |
| US Billboard 200                 | 11     |
| US Soundtrack Albums (Billboard) | 1      |

| Biểu đồ (2000–09) | Vị trí |
| ----------------- | ------ |
| US Billboard 200  | 112    |

| Biểu đồ (toàn thời gian) | Vị trí |
| ------------------------ | ------ |
| US Billboard 200         | 71     |
| US Billboard 200 (Women) | 23     |

## Chứng nhận
| Quốc gia                                                                           | Chứng nhận  | Số đơn vị/doanh số chứng nhận |
| ---------------------------------------------------------------------------------- | ----------- | ----------------------------- |
| Úc (ARIA)                                                                          | Bạch kim    | 70.000^                       |
| Brasil (Pro-Música Brasil)                                                         | Vàng        | 30.000*                       |
| Canada (Music Canada)                                                              | 2× Bạch kim | 200.000^                      |
| México (AMPROFON)                                                                  | Vàng        | 50.000^                       |
| Anh Quốc (BPI)                                                                     | Vàng        | 100.000^                      |
| Hoa Kỳ (RIAA)                                                                      | 3× Bạch kim | 3.000.000^                    |
| * Chứng nhận dựa theo doanh số tiêu thụ. ^ Chứng nhận dựa theo doanh số nhập hàng. |             |                               |

## Đĩa đơn

### Đĩa đơnHannah Montana 2
- "Nobody's Perfect"
"Make Some Noise"
"Life's What You Make It"
"True Friend"
"One in a Million"
"We Got the Party"
"Bigger Than Us"

### Đĩa đơnMeet Miley Cyrus
- "G.N.O. (Girl's Night Out)"
"See You Again"
"Start All Over"
"I Miss You"